# Vachellia erioloba
Vachellia erioloba (dob. 'kamelji trn', 'žirafji trn', afrikansko kameeldoring, cvansko mogôtlhô, sotojsko mogotlho) je južnoafriška stročnica. Njen prednostni habitat so globoka suha peščena tla Severne province, zahodne Svobodne države, severne Kaplandske province, Bocvane in zahodnega območja Zimbabveja in Namibije. Prav tako uspeva v Angoli, jugozahodnem Mozambiku, Zambiji, KwaZulu-Natalu in Esvatiniju. Drevo sta prva opisala Ernst Heinrich Friedrich Meyer in Johann Franz Drège leta 1836.
Drevo lahko zraste 17 metrov visoko in ga v Namibiji pogosto najdemo. Njegovo ime se nanaša na to, da se z njim običajno hranijo žirafe (kameelperd v afrikanščini) in kamele, in to s težje dostopnimi sočnimi listi, ki jih manjše živali ne dosežejo. Žirafe imajo posebej prilagojen jezik in ustnice za trnje. Plod ima obliko stroka, ki ima omejene možnosti, saj ga je veliko rastlinojedih živali, tudi živina. Les je temno rdečkastorjave barve, zelo gost in močan. Raste počasi in je zelo odporen proti suši in mrazu.
V požarih les zelo gori. Posledica so široke jase odmrlih dreves in podrta zdrava drevesa. Po praznoverju strela udari vanj pogosteje kot v druga drevesa. Semena kameljega trna je mogoče pražiti in jih uporabiti kot nadomestek kave. V Južni Afriki je drevo zaščiteno.

## Medicinska uporaba
V tradicionalni medicini z mletimi delci iz stročnic zdravijo vnetje ušes. Poparek korenine se uporablja za zdravljenje zobobola in tuberkuloze.

## Galerija
- Strok kameljega trna na drevesu (blizu Potgietersrusta, zdaj Mokopane, v provinci Transvaal, Južna Afrika)
- Semena na tleh so razpršena med stroki, Sossusvlei, puščava Namib, Namibija
- Lubje drevesa, Mokopane, Transvaal
- Ostri trni spominjajo na bodečo žico, Mokopane, Transvaal
- Kamelji trn v puščavi Namib
- Kamelji trn v puščavi Kalahari
- Vachellia erioloba – muzejski vzorec (MHNT – Muzej v Toulousu)